# Wstydliwość
Wstydliwość (łac. Pudor, ang. modesty) – cnota naturalna, która chroni intymność osoby. Również cecha osoby, polegająca na częstym odczuwania emocji wstydu lub określana też jako skromność w ubiorze. 
Wstydliwość jest ceniona w wielu religiach. m.in. w judaizmie, chrześcijaństwie, islamie (por. hidżab) i buddyzmie.
Rzymskim uosobieniem (personifikacją) tej cnoty jest Pudicitia.

## Wstydliwość w naukach Kościoła katolickiego
W naukach Kościoła katolickiego wstydliwość związana jest z czystością i świadczy o jej delikatności. Kieruje ona spojrzeniami i gestami, które odpowiadają godności osób i godności ich zjednoczenia. Znaczenie cnoty wstydliwości w życiu moralnym przedstawia nauczanie Kościoła katolickiego następująco:

Wstydliwość strzeże tajemnicy osób i ich miłości. Zachęca do cierpliwości i umiarkowania w związku miłości; domaga się, by zostały spełnione warunki daru i pełnego wzajemnego oddania się mężczyzny i kobiety. Wstydliwość jest skromnością. Wpływa na wybór ubioru. Zachowuje milczenie lub dystans tam, gdzie pojawia się niebezpieczeństwo niezdrowej ciekawości. Staje się dyskrecją.

Istnieje wstydliwość zarówno uczuć, jak i ciała. Sprzeciwia się ona, na przykład, służącemu niezdrowej ciekawości, przedstawianiu ciała ludzkiego w pewnych reklamach lub dążeniom niektórych środków przekazu posuwających się za daleko w przedstawianiu intymności człowieka. Wstydliwość inspiruje styl życia, który pozwala na przeciwstawienie się wymaganiom mody i presji panujących ideologii.